# Göztepe 60. Yıl Parkı
Il 60. Yıl Parkı ("Parco del 60º anniversario") è un parco situato al confine fra i quartieri di Göztepe  e Caddebostan del distretto di Kadıköy di Istanbul. Esso confina con Bağdat Caddesi a nord e Operator Cemil Topuzlu Caddesi a sud. Il parco è la più grande area verde lungo Bağdat Caddesi.

## Caratteristiche
- Area Totale : 80.475 mq
- Area verde: 53.142 m2 (39.882 m2 area erbosa)
- Roseto: 8.600 mq
- Pavimentazione: 27.332 mq
- 2 parchi giochi per bambini: 3.350 m2
- Area sportiva attrezzata: 176 m2
- Giochi d'acqua: 1.250 mq
- Stagno biologico: 1.000 m2
- Vasca ornamentale: 21 m2

## Trasporti
Gli autobus della IETT e gli speciali minibus gialli passano da Bağdat Caddesi e Operator Cemil Topuzlu Caddesi, le due strade che confinano con il Göztepe Parkı. Il parco dista 10 minuti a piedi dalla stazione "Göztepe" di Marmaray, e 150 metri dalla spiaggia di Caddebostan. La stazione "Göztepe 60 Yıl Park" è prevista come capolinea della linea M12, una delle nuove linee della metropolitana di Istanbul in costruzione.